# 볼드윈 거리

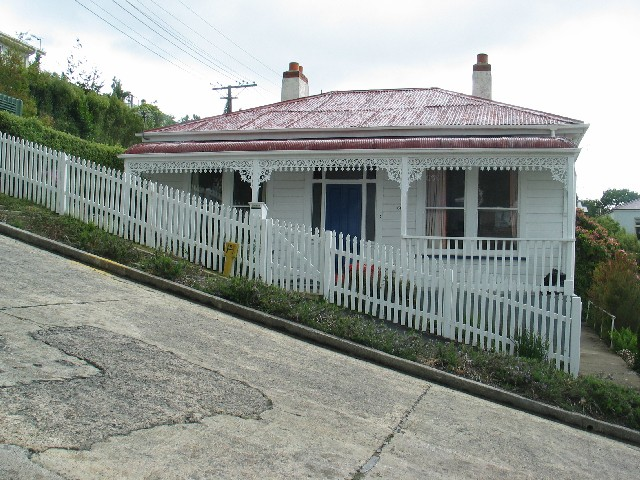
볼드윈 거리에 있는 집

볼드윈 거리(영어: Baldwin Street)는 뉴질랜드 남섬 오타고 지방의 더니딘에 위치한 거리로, 도로의 길이는 350m이며, 더니딘 시내로부터 약 3.5km 떨어진 교외 지역인 노스 이스트 밸리의 시그널 힐에 위치한다. 이 거리는 오타고 지방 의원이자 신문 창립자인 윌리엄 볼드윈(William Baldwin)에서 이름을 따왔다. 세계에서 가장 가파른 거리로 기네스 세계 기록에 등재되어 있으며,  수평으로 약 2.86m를 이동할 때 높이가 1m 씩 변화한다. 기아자동차의 K3 디젤 광고를 촬영한 곳이기도 하다.

## 같이 보기
- 볼드윈 스트리트 거트버스터